# Ma’ale Efrajim
Ma’ale Efrajim (hebr. מעלה אפרים) – samorząd lokalny położony w Dystrykcie Judei i Samarii, we wschodniej części Samarii w Izraelu. Miejscowość jest położona  pomiędzy terytoriami Autonomii Palestyńskiej.

## Historia
Osada została założona w 1978. W 1981 osada otrzymała status samorządu lokalnego.

## Demografia
Zgodnie z danymi Izraelskiego Centrum Danych Statystycznych w 2006 roku w osadzie żyło 1,4 tys. mieszkańców.
Populacja osady pod względem wieku (dane z 2006):
| Wiek (w latach) | Procent populacji w % |
| --------------- | --------------------- |
| 0-4             | 7,2%                  |
| 5-9             | 7,6%                  |
| 10-14           | 8,9%                  |
| 15-19           | 9,4%                  |
| 20-29           | 20,7%                 |
| 30-44           | 16,0%                 |
| 45-59           | 22,4%                 |
| ponad 60        | 7,8%                  |

Źródło danych: Central Bureau of Statistics.